# Colon (Nebraska)
Colon je selo u američkoj saveznoj državi Nebraska. Prema popisu stanovništva iz 2010. u njemu je živjelo 110 stanovnika.